# Kinburnudden
Kinburnudden (ukrainska: Кінбурнська коса, Kinburnska kosa, även Kinburnnäset) är en smal landtunga som utgör Kinburnhalvöns nordvästra spets. Den ligger i Ukraina, på södra sidan av Dnipro-Buh-estuariets mynning i Svarta havet, mitt emot staden Otjakiv. Estuariet är ett gemensamt mynningsområde för floderna Dnipro och Södra Buh.
På udden låg tidigare fästningen Kinburn, en ursprungligen osmansk anläggning uppförd på 1500-talet. Namnet Kinburn kommer av turkiskans Kılburun och beskriver uddens smala form; kıl betyder hår och burun står här för kap (udde).
Kinburnudden är sedan 1992 ett naturskyddsområde av typen regional landskapspark (RLP) (регіональний ландшафтний парк (РЛП)).

## Historia
Kirnburnudden är en militärt strategisk position, mitt ute i Dnipro-Buh-estuariet och med närhet till tre av Ukrainas viktigaste hamnstäder – Cherson, Mykolajiv och Odessa.
Udden ockuperades av Ryssland i juni 2022, under Rysslands utvidgade invasion av Ukraina.

## Galleri

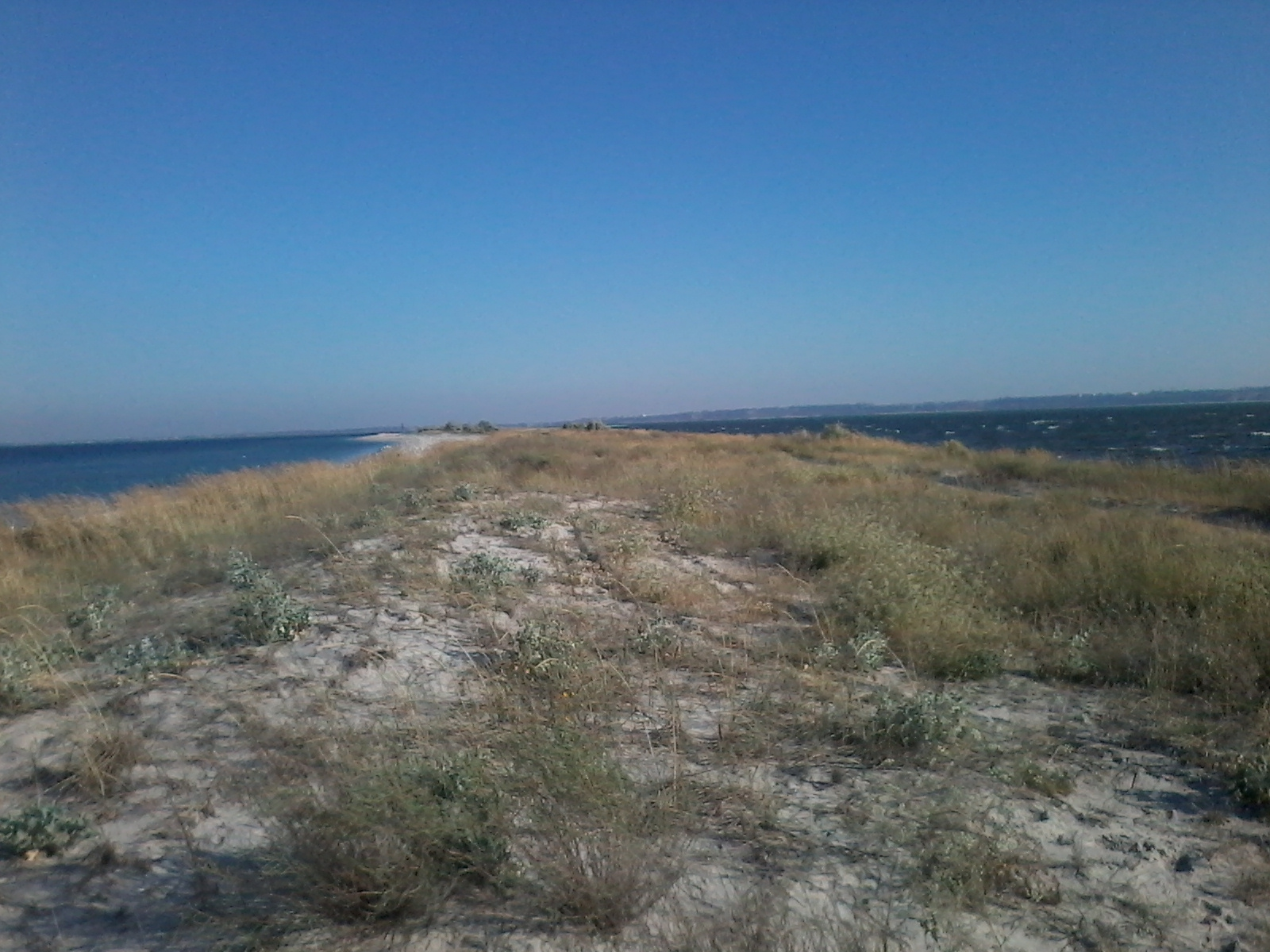
Kinburnudden med Dnipro-Buh-estuariet till höger och övriga Svarta havet till vänster.
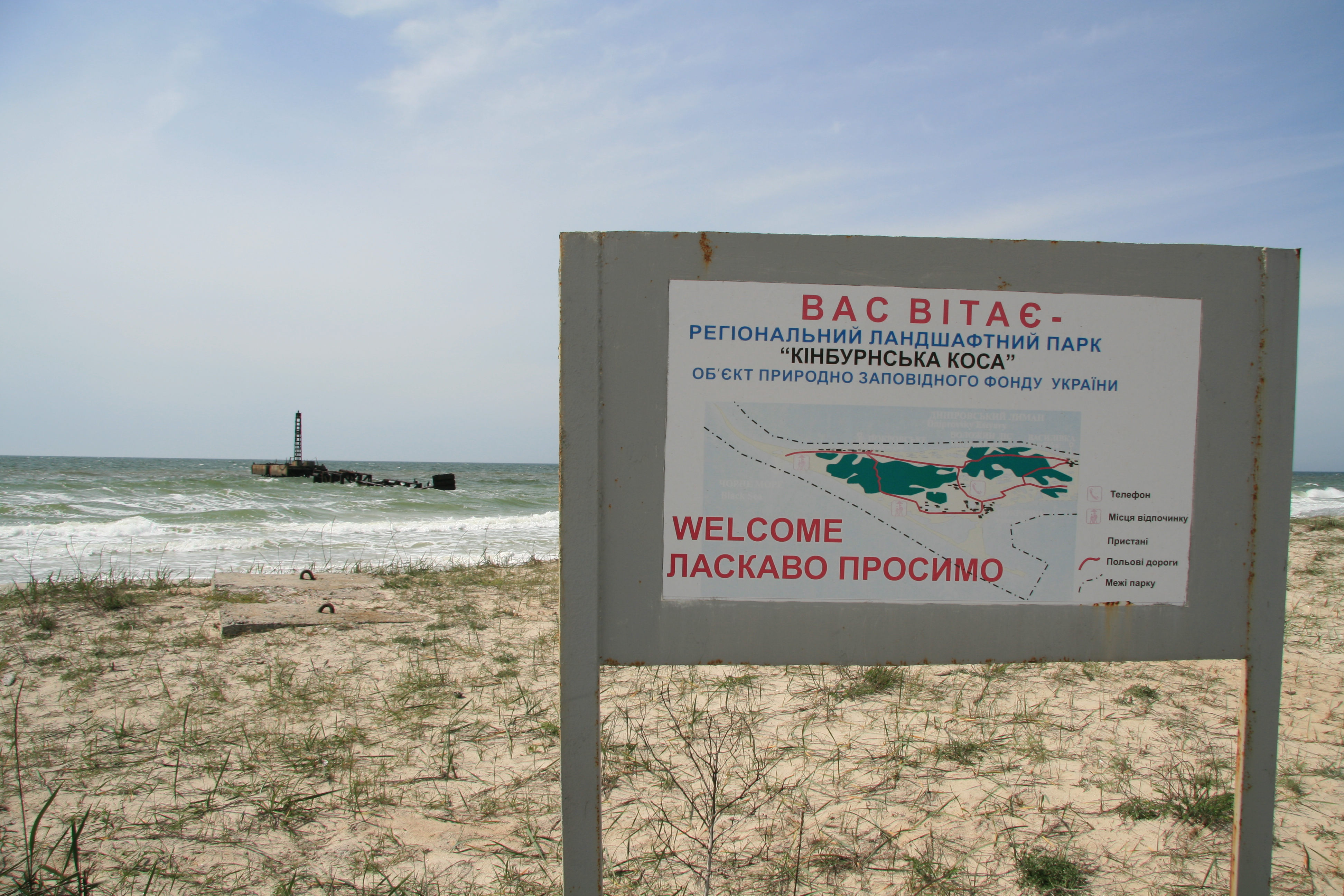
Skyltning ut mot Kirnburnudden.
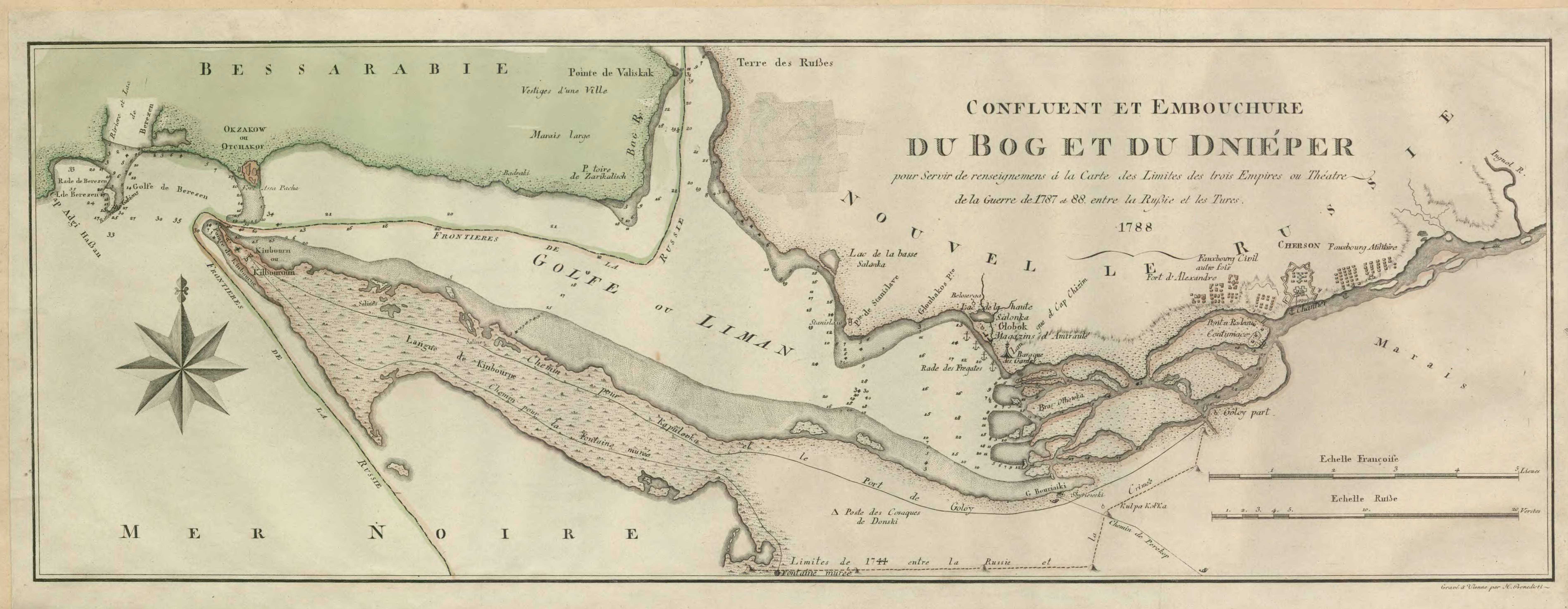
Historisk karta över Dnipro-Buh-estuariet med Kinburnudden.